# Rođenje jedne nacije
Rođenje jedne nacije (eng. The Birth of a Nation) je slavna, ali i kontroverzna američka crno-bijela nijema povijesna drama iz 1915. koju je režirao D. W. Griffith, a koja govori o usponu Ku Klux Klana u SAD-u 19. stoljeća. Film je bio jedan od najpopularnijih i komercijalno najuspješnijih tijekom nijemog razdoblja, ali je još i tada bio na zlu glasu zbog pozitivnog portreta Klana i opravdavanja rasne segregacije.

## Filmska ekipa
Režija: D. W. Griffith
Glume: Lillian Gish (Elsie Stoneman), Robert Harron (Tod Stoneman), Henry B. Walthall (Ben Cameron), Mae Marsh (Flora Cameron), Ralph Lewis (Austin Stoneman) i dr.

## Uvod
Film je snimljen prema romanu “The Clansman” kojeg je napisao Thomas Dixon. To je bio prvi film u povijesti kinematografije koji je trajao preko 100 minuta te upotrijebio tehnike skokovite montaže i krupnog plana lica, a na premijeri 1915. u Los Angelesu se zvao po naslovu iz romana, da bi kasnije bio ipak preimenovan u “Rođenje jedne nacije”. Iako je film koštao tada astronomskih 110.000 $ u kinima je zaradio rekordnih 10 milijuna $, što je Griffithu omogućilo snimanje spektakla “Netrpeljivost”. Uz to, “Nacija” nema nijednog crnoputog glumca – svi glumci su bijelci koji su sa šminkom maskirani da su crnci.
Kontroverza filma leži u tome što se u njegovoj priči predstavlja da je rasistički Ku Klux Klan iznikao na jugu SAD-a kako bi uspostavio mir i štitio bijelce od “divljih” i “opasnih” crnaca. Takav stav je u to doba prevladavao kod američkih povjesničara ali je kasnije osporen. Stoga je nakon premijere film izazvao proteste i kod crnaca i kod bijelaca, makar je Griffith izjavio da je bio iznenađen teškim kritikama te da nije znao zbog čega su se odvijale. 1916. Ku Klux Klan je ponovno postao aktivan u državi a neki su ga povezali s pojavom filma.
Steven Mintz je kritizirao film zbog njegove poruke da se crnci ne mogu intregirati u društvo te da su nasilni činovi Klana opravdani kako bi se uspostavila iskrena vlada  Arhivirana inačica izvorne stranice od 12. prosinca 2005. (Wayback Machine).

## Radnja
SAD, 1861. Američke obitelji Stonemani, na sjeveru, te Cameroni, na jugu, žive u slozi. Obitelj Stoneman se sastoji od oca Austina, dva sina i kćerke Elsie. Obitelj Cameron se sastoji od dvije kćerke, Margaret i Flora, te od tri sina, među kojima je i mladić Ben. Najstariji sin, Tod Stoneman, se zaljubi u Margaret a Ben u Elsie. 
No tada izbije Američki građanski rat i sinovi se pridruže borbi između sjevera i juga. Crnoputi militanti, koje predvodi bijelac, upadaju u kuću Camerona i napadaju žene, ali ih zaustavljaju konfederacijski vojnici dok u ratu pogibaju dvoje Cameronovih sinova i najmlađi Stonemanov sin. Ben biva ranjen i završi u sjevernjačkoj bolnici kod Elsie koja je postala medicinska sestra. Rat završi no Abraham Lincoln biva ubijen u kazalištu pa Austin Stoneman i drugi radikalni kongresmeni odluče kazniti jug i dati crncima slobodu.
Austin i njegov kolega, mulat Silas Lynch, daju crncima pravo da zavladaju jugom i bijelcima. Ben stoga osnuje Ku Klux Klan kako bi vratio mir i red u to područje, iako se Elsie buni protiv toga. Crnac Gus, bivši rob i ubojica, zaprosi bjelkinju Floru, na što ona skoči s litice, radije birajući smrt nego da ju dira crnoputi muškarac. Klan stoga ubije Gusa a Lynch naredi da se ta organizacija iskorijeni. Uz to, Lynch pokušava natjerati Elsie da ga oženi. Ipak, Klan osnaži i dobije nove članove, spasi kuću Camerona od crnoputih militanata te zabrani crncima da glasuju. Phil i Margaret, te Ben i Elsie se udaju na kraju.

## Kritike
Većina kritičara hvali film, ističući kako je od iznimne važnosti za povijest kinematografije makar priznaju da ne barata vješto sa svojim rasističkim ideologijama. John Gilchist pak je branio film od takvih optužaba: „Ovo je film koji bi se trebao koristiti za učenje protiv rasizma, i trebao bi se čuvati a ne odbacivati. Poklonici ovog filma se često karakteriziraju ili kao rasisti ili tvrdokorni filmski ljubitelji koji ignoriraju kontroverznu prirodu priče...Čak i ako je Griffith imao upitna vjerovanja, njegov talent se nije mogao zanijekati...Većina američke mračne povijesti se ignorira. To me zbunjuje. Da li mi skrivamo nacističku propagandu jer je prebolna za gledanje? Mi nikada ne bismo ni pomislili to učiniti jer grijesi počinjeni tada nikada ne bi trebali biti zaboravljeni. Zašto bi onda grijesi naše vlastite zemlje bili uopće drugačiji?“ Dennis Schwartz je utvrdio: „Ukliješten od kontroverze zbog svojeg očitog rasizma, monstruoznog portreta crnaca, zagovaranja Klana, odobravanja ropstva, poremečenog romantičnog pogleda na stari Jug kao mjesto gdje su se majstor i rob slagali baš dobro te izjave da su crnci silovatelji bijelih žena. Ipak, to je svejedno jedan od najutjecajnijih filmova zbog vještine na koji je mijenjao jezik i tehnike kinemtaografije“.
Slavni Roger Ebert je napisao: „Griffith i „Rođenje jedne nacije“ nisu bili ništa više prosvijetljeni od Amerike koja ih je stvorila. Film predstavlja u kojoj je mjeri bijeli Amerikanac mogao biti rasist a da nije ni znao da je uopće rasist. To vrijedi znati. Crnci su to već znali i iskusili, no „Nacija“ je to demonstrirala u jasnoj perspektivi. On je ogledalo svojeg vremena i to mu je, na žalost, jedna od njegovih vrlina. Da bismo razumjeli „Naciju“ moramo prvo razumjeti razliku između toga što mi donesemo filmu, te što film donese nama. Svi filmski ljubitelji moraju prije ili kasnije doći do točke gdje vide film za ono što je, a ne za ono što oni osjećaju o njemu. „Nacija“ nije loš film jer zagovara zlo. Poput i filma Leni Riefenstahl „Triumf des Willens“ koji je velik film iako zagovara zlo. Da razumijemo kako to ostvaruje moramo naučiti puno o fimu, te čak i nešto o zlu...Glavna je pretpostavka da umjetnost mora služiti ljepoti i istini. Ja bi rado mislio da bi to trebala, no postoji i umjetnost koja ne služi nijednom a opet daje dubok uvid u ljudsku prirodu, pomažući nam razumjeti dobro i zlo“.
S druge strane, nezadovoljni Ken Hanke je zaključio: „Važan film, da, ali da li je zbilja tako dobar? Ne“ Alex Sandell: “Revolucionaran film, ali previše rasistički da se u njemu uživa“.

## Vanjske poveznice
- Rođenje jedne nacije u internetskoj bazi filmova IMDb-a
- Recenzije na Rottentomatoes.com
- Filmsite.org
- Rođenje Nacije i protesti  Arhivirana inačica izvorne stranice od 23. studenoga 2009. (Wayback Machine)
- Esej Rogera Eberta o filmu  Arhivirana inačica izvorne stranice od 24. veljače 2011. (Wayback Machine)
- Film na google video  Arhivirana inačica izvorne stranice od 11. ožujka 2007. (Wayback Machine)